# 南桃園交流道
南桃園交流道為臺灣國道二號的交流道，位於臺灣桃園市桃園區文中里、中成里、龍安里交接處，指標為11k，銜接大興西路，聯絡桃園區及蘆竹區，亦可前往中壢區。1997年8月24日通車啟用，配合國道二號拓寬工程，東向新匝道於2011年11月8日通車，西向新匝道於2011年12月13日通車。
|        | 11 南桃園 | 桃園 |
| 文中路 | 11 南桃園 |      |

## 鄰近公路
- 桃49線
- 桃53線

## 周邊設施
- 開南大學
- 桃園市立武陵高中
- 私立新興國際中小學
- 桃園市立中興國中
- 桃園市桃園區中埔國小
- 桃園市桃園區中山國小

## 外部連結
- 國道二號南桃園交流道示意圖 （页面存档备份，存于）（交通部高速公路局）